# EVN AG
Die börsennotierte EVN AG (Energieversorgung Niederösterreich) ist ein Strom-, Gas- und Wärmeversorger in Niederösterreich sowie Stromversorger in Mazedonien und Bulgarien mit Hauptsitz in Maria Enzersdorf. Dem Land Niederösterreich gehören 51 Prozent der Aktien. Die übrigen 49 Prozent wurden 1989 bei zwei Börsengängen privatisiert.

## Geschichte

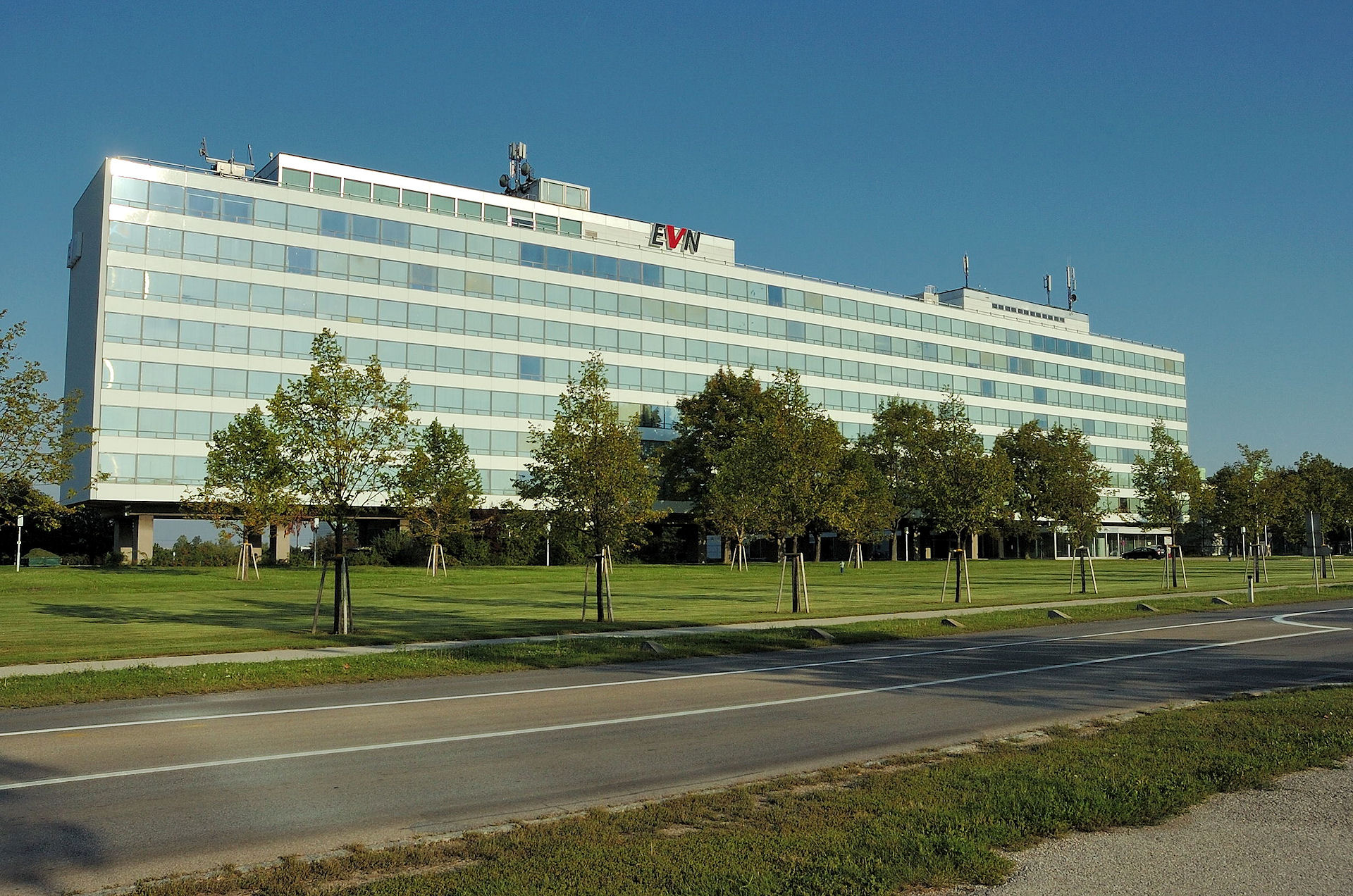
Maria Enzersdorf Südstadt, Verwaltungsgebäude der EVN

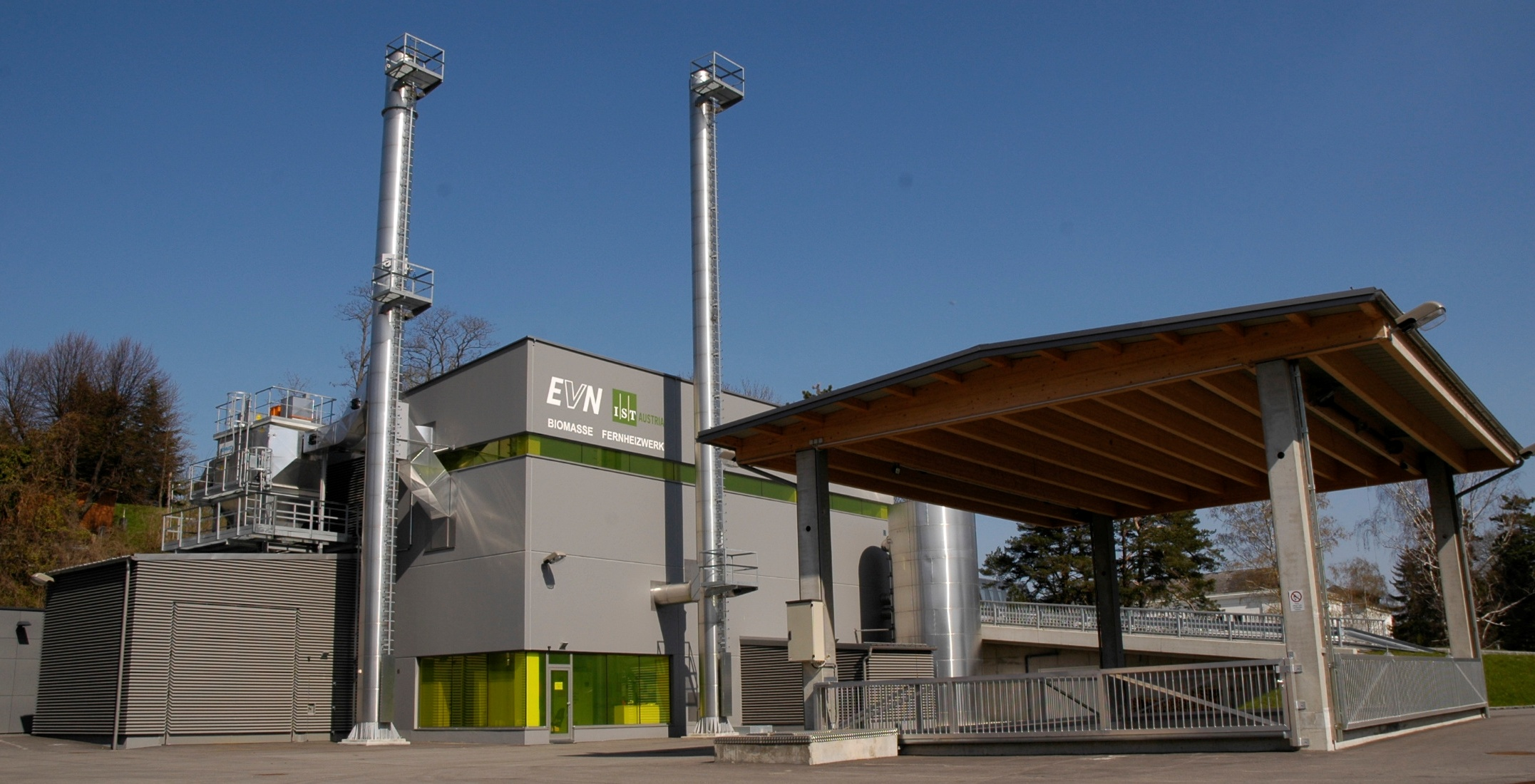
Außenansicht des Biomasseheizwerkes der EVN Wärme in Maria Gugging zur Versorgung der Forschungseinrichtung

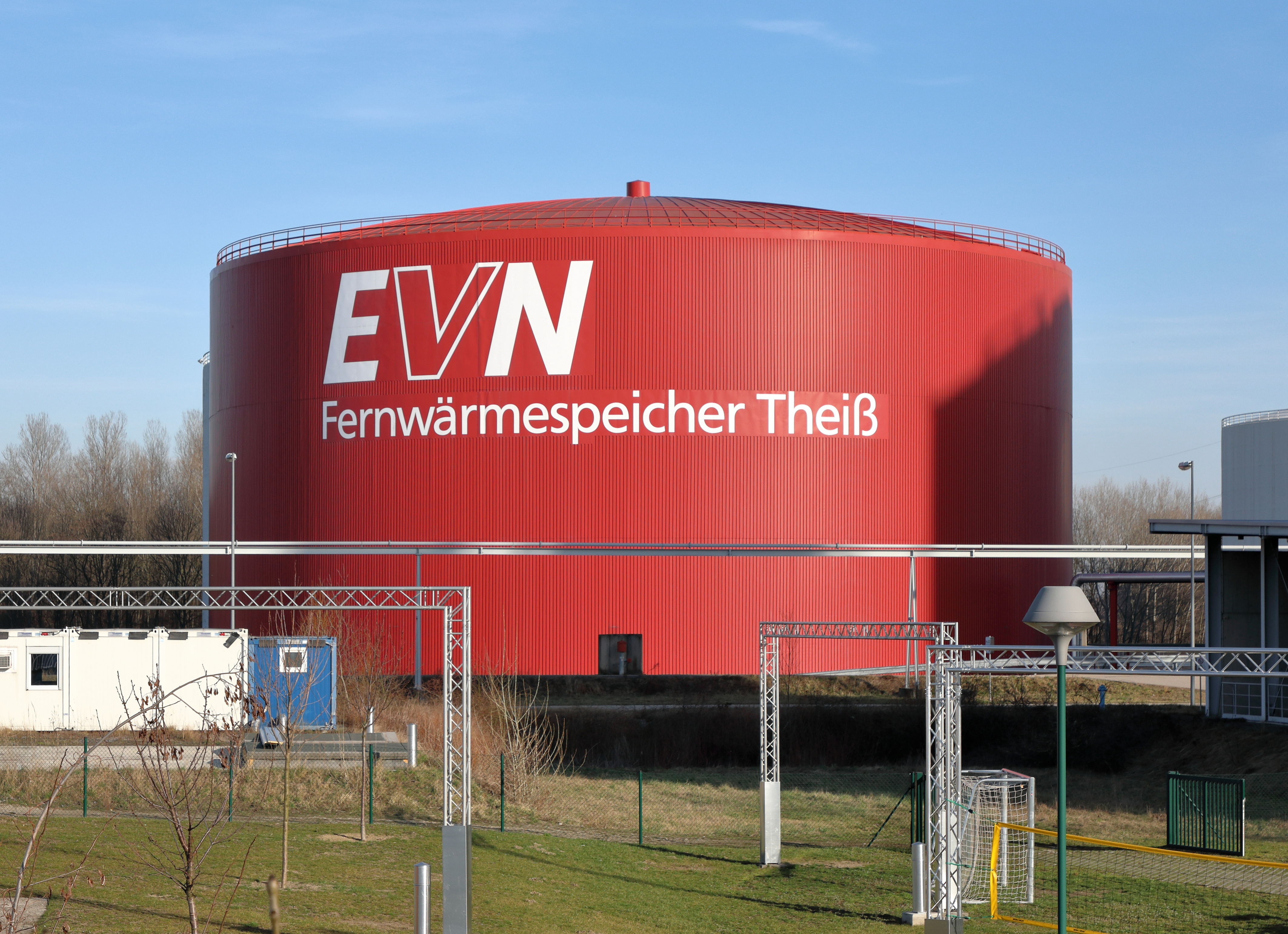
Fernwärmespeicher des Kraftwerkes Theiß mit 50.000 m³ Inhalt, welcher das Fernwärmenetz Krems speist. Speichervermögen 2 GWh je Ladevorgang

### Ab 1907
Die heutige EVN geht ursprünglich auf das 1907 gegründete Landes-Elektrizitätswerk des Erzherzogtums Österreich unter Enns zurück. Das Landes-Elektrizitätswerk baute für die Elektrifizierung der Mariazellerbahn und die Belieferung der Stadt St. Pölten das Wasserkraftwerk Wienerbruck. Bei seiner Eröffnung 1911 war Wienerbruck das größte Speicherkraftwerk Österreich-Ungarns. Nach dem Zerfall der Habsburger-Monarchie und der Trennung des Erzherzogtums in die Bundesländer Niederösterreich und Wien wurde 1922 die NEWAG (Niederösterreichische Elektrizitätswirtschafts-Aktiengesellschaft) gegründet, die in anderer Rechtsform bis heute besteht. Eigentümer waren die genannten Bundesländer und weitere öffentliche und private Aktionäre. Die Aufgabe der NEWAG bestand im Bau von Kraftwerken, dem Aufbau eines landesweiten Übertragungsnetzes und der Elektrifizierung bisher unversorgter Gebiete Niederösterreichs. Die Stromerzeugung erfolgte überwiegend aus Wasserkraft.

### NS-Zeit und Zweiter Weltkrieg
Während der nationalsozialistischen Herrschaft wurde das Unternehmen in Gauwerke Niederdonau AG umbenannt. Die Gauwerke Niederdonau übernahmen mehrere bis dahin selbstständige Elektrizitätswerke, wodurch sich das Versorgungsgebiet stark erweiterte. Die Städte Horn, Krems, St. Pölten, Waidhofen an der Ybbs und weitere Eigentümer von größeren Elektrizitätswerken wurden mit Vorzugsaktien der Gauwerke Niederdonau abgefunden. Kleine E-Werke wurden unter politischem Druck bar aufgekauft. Nach 1945 strebten einige ehemalige Besitzer die Restitution ihres Eigentums an. Ein Kraftwerk des Elektrizitätswerks Lichtenstern in Wilhelmsburg wurde seinem jüdischen Eigentümer rückgestellt, das zweite, größere, verblieb im NEWAG-Eigentum. Alle anderen Rückstellungswerber blieben erfolglos, wobei die Rückstellungskommission (das zuständige Gericht) argumentierte, die Übernahme der betroffenen Elektrizitätswerke sei quasi als Vorgriff auf die spätere Verstaatlichung geschehen und wäre über kurz oder lang ohnehin erfolgt. 1942–1944 bauten die Gauwerke das erste mit Erdgas befeuerte Kraftwerk des Landes in Neusiedl an der Zaya.

### Nachkriegszeit
Nach Kriegsende 1945 setzte sich die NEWAG die Vollelektrifizierung des Landes zum Ziel. Im Alpenvorland und im Waldviertel lebten noch zahlreiche Menschen ohne elektrischen Strom. Als letzte Gemeinde wurde 1963 Harmanschlag im nordwestlichen Waldviertel ans NEWAG-Netz angeschlossen. In den Nachkriegsjahrzehnten bis etwa 1980 verdoppelte sich der Stromverbrauch alle zehn Jahre. Durch den Bau neuer Kraftwerke hielt die NEWAG mit dem Bedarf Schritt. Bereits in den 1950er Jahren errichtete die NEWAG eine Wasserkraftwerkskette am Kamp mit den Speicherkraftwerken Dobra-Krumau und Ottenstein, die auch landschaftliche und touristische Akzente setzten. Danach wurde verstärkt in Wärmekraftwerke investiert, weil der Ausbau der Donau, dem energiereichsten Fluss Niederösterreichs, in den Händen des Verbundkonzerns lag. Das modernste Kraftwerk der EVN ist das hauptsächlich mit Erdgas betriebene Kraftwerk Theiß bei Krems.
Mit der Verstaatlichung der österreichischen Elektrizitätswirtschaft 1947 (2. Verstaatlichungsgesetz) wurde das Land Niederösterreich Alleineigentümer der NEWAG. Die meisten der noch bestehenden selbstständigen Elektrizitätsversorger wurden von der NEWAG übernommen. Ein jahrzehntelanger Rechtsstreit um das von den Wiener Stadtwerken versorgte Wiener Umland wurde erst Ende der 1990er Jahre beigelegt, als EVN und Wiener Stadtwerke gemeinsam die Energieallianz Austria gründeten.

### Aufbau der Gasversorgung im heutigen Niederösterreich

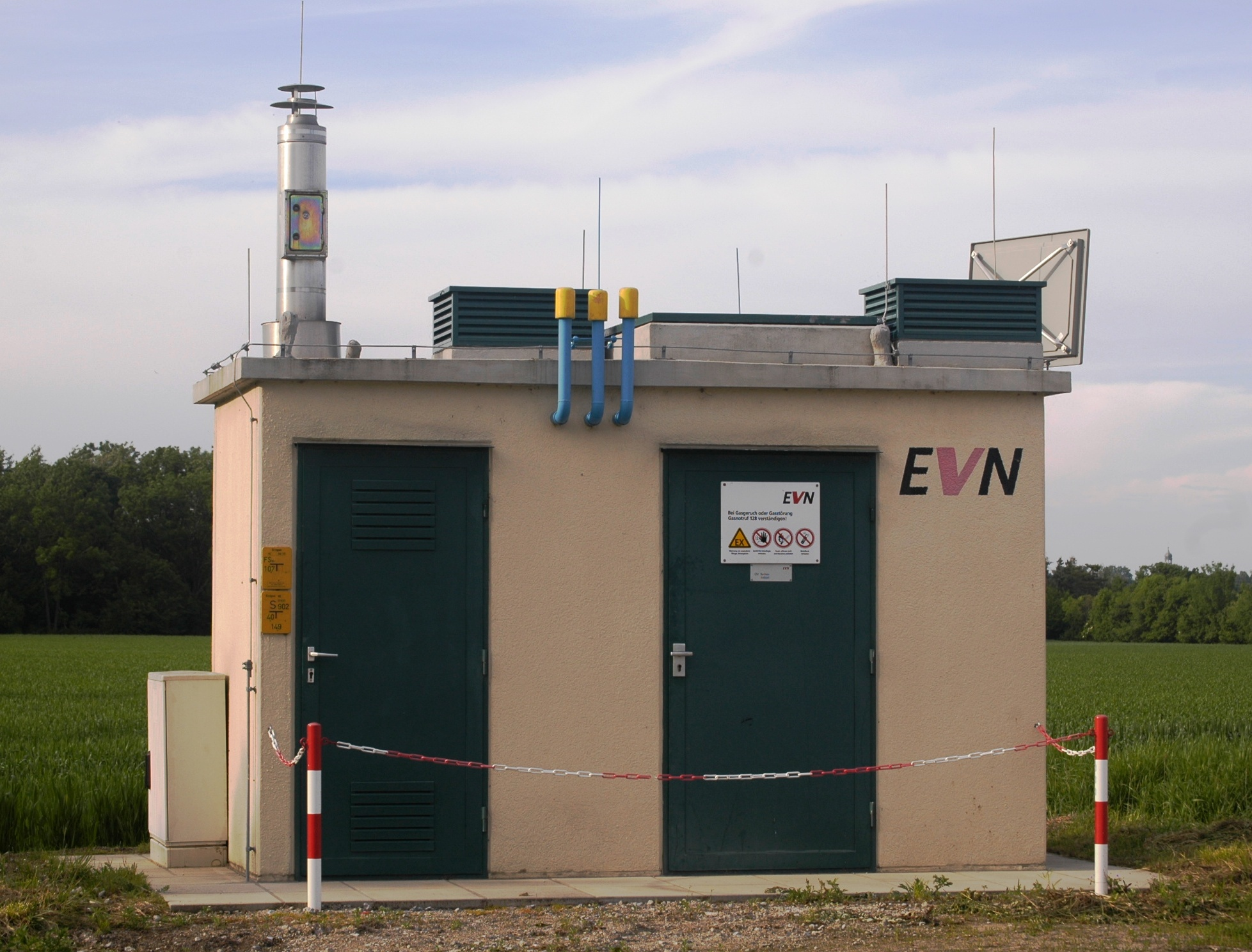
Die Gasdruckregelanlage entnimmt das Erdgas aus dem Erdgashochdrucknetz und reduziert es auf Mitteldruck

Eine energiepolitische Zäsur war die Gründung des niederösterreichischen Erdgasversorgers NIOGAS durch die NEWAG und das Land Niederösterreich im Jahr 1954. Beginnend mit dem Gaswerk Baden kaufte die NIOGAS die städtischen Gaswerke Niederösterreichs auf und stellte sie auf Erdgas um (Baden, Krems, Stockerau, St. Pölten, Wiener Neustadt). Binnen weniger Jahre wurde ein Hochdruckleitungsnetz verlegt, das die Belieferung der energieintensiven Industriebetriebe des Landes mit Erdgas ermöglichte. Die NIOGAS bezog das Erdgas von der staatlichen OMV. Bis Mitte der 1960er Jahre reichte die inländische Erdgasförderung.
1968 schloss Österreich als erster westlicher Staat einen Erdgas-Importvertrag mit der Sowjetunion, an dem die NIOGAS als Abnehmerin von Importgas beteiligt war. Das sowjetische Erdgas deckte die starken Bedarfssteigerungen der folgenden Jahrzehnte. In den 1980er Jahren beteiligte sich die NIOGAS (bzw. die EVN) an der Erschließung des norwegischen Troll-Gasfeldes in der Nordsee. Früher als andere Unternehmen ging die NIOGAS bei der Versorgung von Privathaushalten in die Fläche, wodurch auch auf dem Land ein großer Teil der Bevölkerung Zugang zum Energieträger Gas erhielt.

### Die Gründung der EVN
Nach der Wachstumsphase der Nachkriegszeit gerieten NEWAG und NIOGAS 1966 in schwere Turbulenzen. Infolge von schweren Korruptionsvorwürfen musste der Landespolitiker und NEWAG-Generaldirektor Viktor Müllner seine Funktionen zurücklegen und wurde vor Gericht gestellt. Die NIOGAS war konkursreif und drohte die NEWAG mitzureißen. 1968 wurde ein neuer Vorstand unter Generaldirektor Rudolf Gruber bestellt, dem mit finanzieller Unterstützung und politischer Rückendeckung der Landesregierung die Sanierung von NEWAG und NIOGAS gelang. Eine Fusion der gesundeten Unternehmen stand bereits um 1970 zur Diskussion. Steuerliche Gründe sprachen aber dagegen, weshalb NEWAG und NIOGAS 1972 in einer sogenannten Vollorganschaft zusammengeführt wurden (gemeinsamer Vorstand, gemeinsame Bilanzierung, gleiche Unternehmensorganisation von NEWAG und NIOGAS). Als sich die steuerlichen Rahmenbedingungen änderten, wurden NEWAG und NIOGAS 1986 fusioniert und wenig später in EVN benannt (EVN steht für Energie-Versorgung Niederösterreich).

### Die jüngere Geschichte

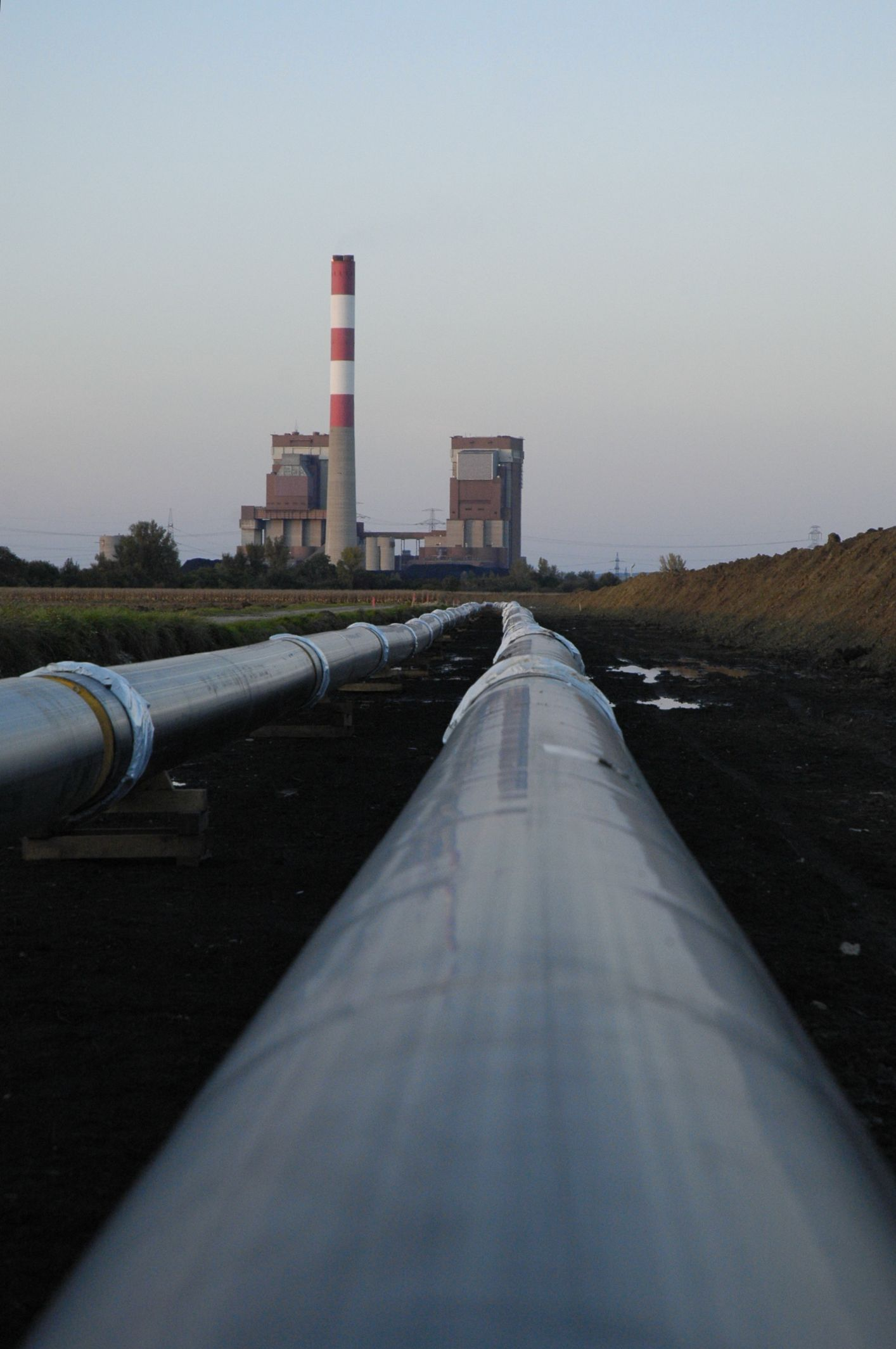
Fernwärmetransportleitung nach St. Pölten, die auch Prozesswärme aus der Müllverbrennungsanlage transportiert; mit einer Länge von 31 km

Die 1980er Jahre brachten auch in Österreich politisch eine Abkehr vom bisherigen Verstaatlichungs-Paradigma. 1988 wurde das 2. Verstaatlichungsgesetz novelliert und die Teilprivatisierung der staatlichen Elektrizitätsunternehmen zugelassen. Die EVN nutzte diese Möglichkeit und ging über zwei Börsengänge 1989 und 1990 mit 49 % des Aktienkapitals an die Wiener Börse. Es folgten sehr erfolgreiche Jahre der steigenden Umsätze, Gewinne und Börsenkurse. In der zweiten Hälfte der 1990er Jahre stieg das Interesse strategischer Investoren an der EVN.
1995 trat Österreich der Europäischen Union bei. Der EU-Beitritt und die spätere EU-weite Öffnung des Strom- und Gasmarktes hatten weitreichende Folgen für die EVN, die neue Kooperationen einging und nach Südosteuropa expandierte. 1998 gründeten EVN und Wiener Stadtwerke ein gemeinsames Unternehmen, die EAA EnergieAllianz Austria, um den zuerst liberalisierten Großkundenmarkt zu bearbeiten. Seit Oktober 2001 ist der Strommarkt vollständig, also auch für Privathaushalte, geöffnet; ein Jahr später wurde der Gasmarkt voll liberalisiert. Auf dem Erdgassektor bündelten OMV, EVN und weitere österreichische Unternehmen ihre Kräfte in der EconGas GmbH, die für die Erdgasimporte und die Großkundenbetreuung sorgt.
Dem zunehmenden Konkurrenzdruck auf dem reifen Heimmarkt und den neuen Chancen in den südosteuropäischen Ländern begegnete die EVN mit einer strategischen Neuausrichtung. Zum Standbein Energieversorgung (Strom, Erdgas, Wärme) kommt verstärkt der Umweltbereich mit den Geschäftsfeldern Wasser/Abwasser durch den Kauf der ebenfalls dem Land Niederösterreich gehörenden NÖSIWAG im Jahr 2001 (EVN Wasser) und thermische Müllbehandlung (AVN). Sowohl im Energie- als auch im Umweltbereich expandiert die EVN international. In Niederösterreich versorgt die EVN rund 800.000 Kunden mit Strom, 280.000 Kunden mit Gas und 40.000 Kunden mit Wärme. In Bulgarien und Mazedonien hat die EVN rund 2,2 Millionen Stromkunden. Weitere Konzernunternehmen beschäftigen sich mit der Trinkwasseraufbereitung und Abwasserreinigung (WTE), technischen Dienstleistungen und Telekommunikation. 2004 erwarb die EVN die Mehrheit von zwei bulgarischen Stromgesellschaften in Plowdiw und Stara Sagora. 2006 übernahm EVN den mazedonischen Stromverteiler (EVN Macedonia).
2013 erfolgte die Umbenennung der „EVN Netz GmbH“ in „Netz Niederösterreich GmbH“ aufgrund gesetzlicher Vorgaben.
In den letzten Jahren wurde die Erzeugungsleistung der EVN von Windparks gesteigert, 2016 lag die Kapazität bei 268 MW. 2015 erfolgte der Bau einer Naturfilteranlage zur natürlichen Qualitätsverbesserung des Trinkwassers. Damit versorgt EVN über 560.000 Trinkwasserkunden, davon bereits mehr als 100.000 direkt.
In der Wärmeversorgung hält EVN Beteiligungen an den Fernwärmegesellschaften, die mit erneuerbarer Energie die Städte Maria Zell, Steyr und Sankt Pölten versorgen. Weiters hat EVN 60 Biomassefernwärmenetze und ist damit der größte Naturwärmeversorger in Österreich.
Die EVN haben bereits Kläranlagen in Zagreb, Warschau, Istanbul gebaut, errichten derzeit eine in Prag. 2020 erhielt die WTE (Wassertechnik GmbH), eine Tochtergesellschaft der EVN, einen Großauftrag zur Errichtung einer Kläranlage in Kuweit. Die WTE soll die Kläranlage 25 Jahre lang und das Kanalnetz drei Jahre lang betreiben.

## Eigentumsverhältnisse
| Grundkapital                        | EUR 330.000.000 |
| Aktien                              | 179.878.402     |
| Aktionär                            | Anteil          |
| NÖ Landes-Beteiligungsholding GmbH  | 51,0 %          |
| Wiener Stadtwerke                   | 28,35 %         |
| Streubesitz inkl. Mitarbeiteraktien | 19,65 %         |
| Eigene Aktien                       | 1,0 %           |

Stand: 9. März 2020

## Unternehmensstruktur und Geschäftsbereiche

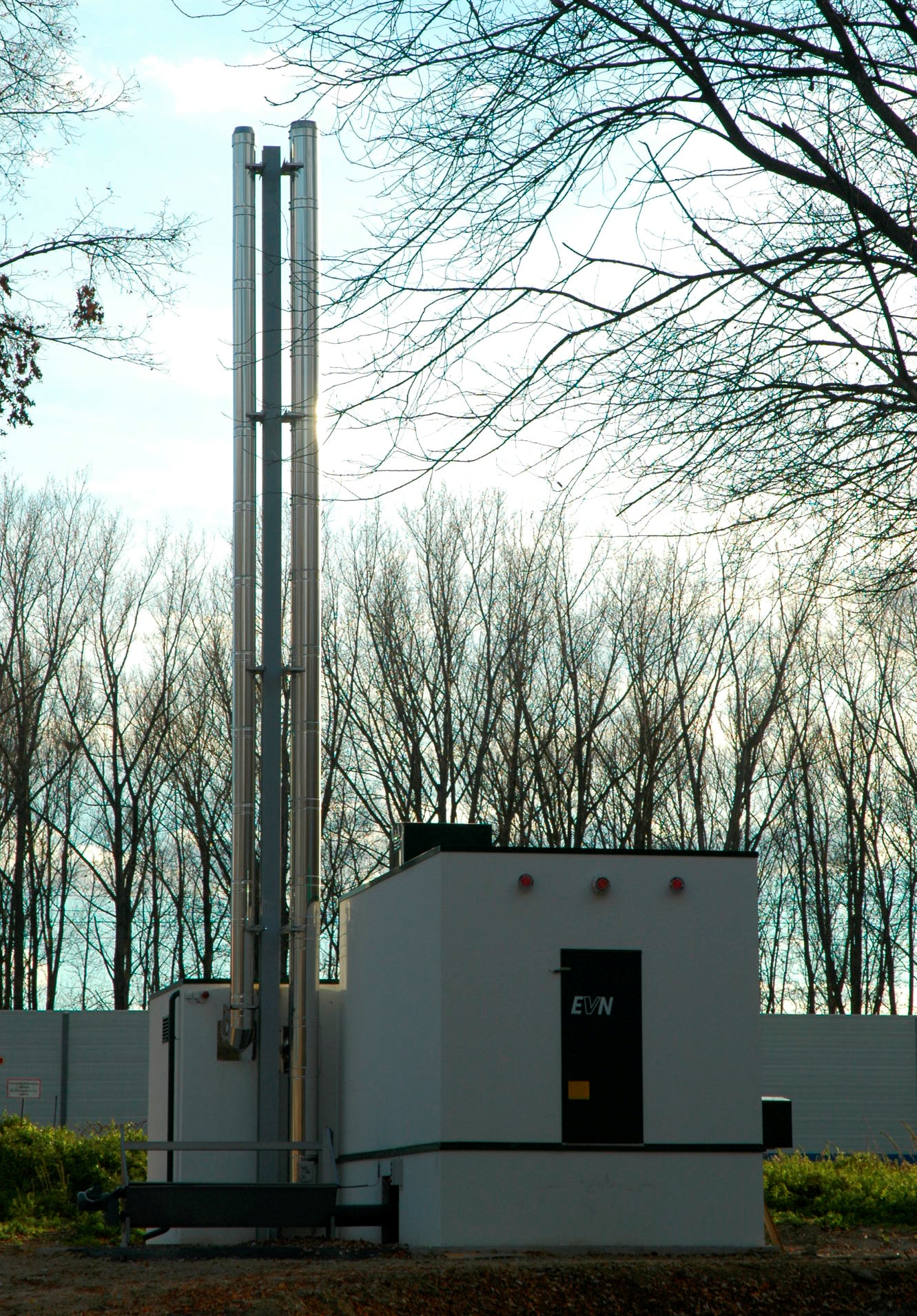
Ökoenergieversorgung wie z. B. durch das patentierte Biomasseheizwerk des Tochterunternehmens EVN Wärme

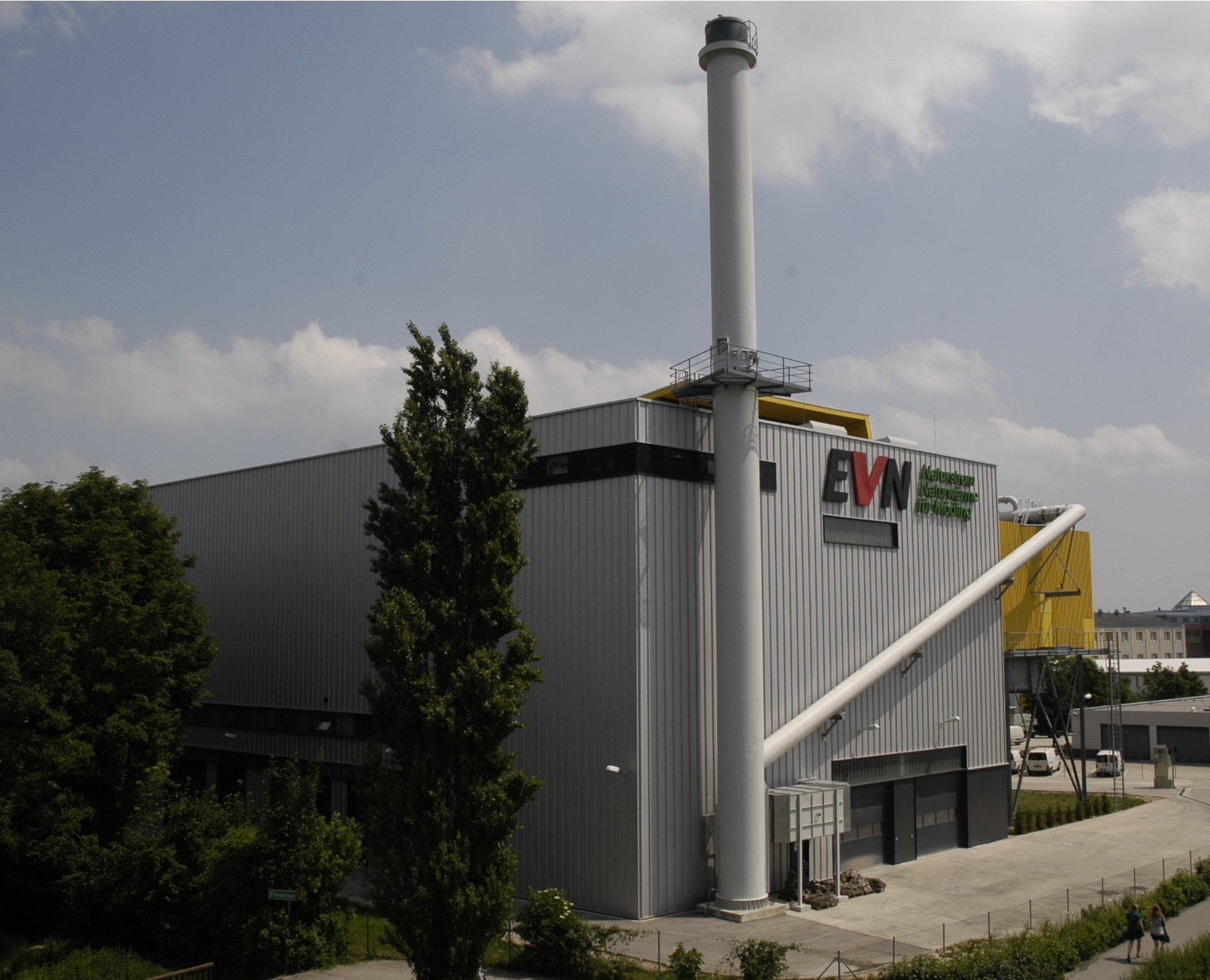
Biomasseheizkraftwerk Mödling, welches umweltfreundlichen erneuerbaren Strom und Wärme für 10.000 Haushalte erzeugt

Zusätzlich zu den traditionellen Hauptsparten Strom- und Gasversorgung ist die EVN auch in den Bereichen Wasserversorgung, Abwasserentsorgung, sowie „Management“ von Straßenbeleuchtungen ganzer Gemeinden tätig.
Die EVN ist in insgesamt 14 verschiedenen Staaten tätig:
- In Bulgarien hält die EVN seit 2005 Mehrheitsanteile an zwei Stromversorgungsunternehmen, die den Südosten des Landes versorgen, einschließlich der Städte Plowdiw, Stara Sagora und Burgas.
- 2006 wurde die Mehrheit an der ESM AD, dem Stromversorger in Nordmazedonien, übernommen.
- Großaufträge für den Ausbau der Wasserversorgung und für die Rekonstruktion einer Müllverbrennungsanlage in Moskau.

Die Wasser- und Gasturbinenkraftwerke der EVN können mehr Strom erzeugen als in Niederösterreich benötigt wird. Ein Teil kommt auch aus eigenen Biomassekraftwerken. Ursprünglich war sie fast ausnahmslos der alleinige Versorger mit Strom, Ausnahmen waren nur die Gebiete rund um Wien, was aus der Zeit stammte, als die Bezirke Mödling und Wien-Umgebung noch zu Groß-Wien gehörten. Diese werden auch heute hauptsächlich von der Wien-Energie, dem Wiener Stromversorger, versorgt. Eine weitere Ausnahme liegt in der Nähe des Lunzer Sees, wo die II. Wiener Hochquellenwasserleitung ihre Quellen hat. Dieses Wasser wird unter Druckreduktion in Trinkwasserkraftwerken zur Stromerzeugung genutzt und die EVN stromversorgt damit dieses Gebiet.
Eine Besonderheit ist, dass die EVN auch für die Versorgung der Mariazellerbahn mit Einphasenwechselstrom von 25 Hertz zuständig war, während sie zwischen 1922 und 2010 den ÖBB gehörte (heute ist diese Bahn wieder im Besitz des Landes Niederösterreich). Der hierfür benötigte Strom wird in den Kraftwerken Wienerbruck mit Druckrohrleitung vom Erlaufstausee sowie dem Erlaufboden mit Druckrohrleitung parallel zur Erlauf erzeugt. Auch die Instandhaltung der Fahrleitungsanlagen obliegt seit jeher der EVN (Dienststelle Kirchberg), die dazu 2 Motorturmwagen (X532.01-02/s) von der ÖBB zur Verfügung gestellt bekommt.
Im Zuge der Liberalisierung hat die EVN aber noch immer die letzte Meile zum Endkunden.
Aber auch neuen Geschäftssparten widmet sich die EVN über Tochterfirmen:
- EVN Abfallverwertung Niederösterreich[16]
- EconGas
- EnergieAllianz Austria
- EVN Bulgaria
- EVN Wärme GmbH
- B3 ENERGIE
- evn Wasser
- evn naturkraft
- e&t
- first facility
- EVN Geoinfo,
- kabelplus für Kabelfernsehen oder Breitbandinternet
- switch
- toplak
- V&C
- wavenet
- wte-Austria

Im März 2006 kaufte sie den mazedonischen Stromversorger ESM, der ungefähr die gleiche Kundenanzahl wie die EVN AG selbst aufweist. Da in Mazedonien die Siedlungsstruktur kompakter als in Niederösterreich ist, ist die notwendige Leitungslänge halb so groß wie im heimischen Markt. Außerdem besitzt die ESM einige Wasserkraftwerke und noch ungenützte Wasserreserven, die die EVN AG ebenso erschließen will.